# Roger Ailes
Roger Eugene Ailes (n. 15 mai 1940, Warren⁠(d), Ohio, SUA – d. 18 mai 2017, Palm Beach⁠(d), Florida, SUA) a fost un director de televiziune american și consultant media⁠(d). A fost președinte și CEO al Fox News, Fox Television Stations⁠(d) și 20th Television⁠(d). Ailes a fost consultant pentru președinții republicani Richard Nixon, Ronald Reagan și George H.W. Bush, respectiv pentru Rudy Giuliani în prima sa campanie electorală pentru funcția de primar⁠(d). În iulie 2016, a demisionat din funcție după ce a fost acuzat de hărțuire sexuală de numeroase angajate ale Fox News, printre care prezentatoarele Gretchen Carlson⁠(d), Megyn Kelly⁠(d) și Andrea Tantaros⁠(d). La scurt timp după aceea, a devenit consilier în cadrul campaniei prezidențiale a lui Donald Trump unde a contribuit la pregătirea dezbaterii.
Ailes era bolnav de hemofilie. A încetat din viață pe 18 mai 2017 la vârsta de 77 de ani după ce a suferit un hematom subdural⁠(d) și a suferit complicații din cauza bolii sale.

## Biografie
Ailes s-a născut și a copilărit în Warren, Ohio⁠(d), fiul lui Donna Marie (născută Cunningham) și al lui Robert Eugene Ailes, un maistru care se ocupa cu întreținerea fabricii din localitate. Ailes era bolnav de hemofilie și era deseori internat în spital. A urmat cursurile școlii din orașul Warren, iar mai târziu a fost inclus în Distinguished Alumni Hall of Fame a Liceului Warren G. Harding.
Tatăl lui Ailes a fost un părinte autoritar care îl abuziv fizic și verbal, iar mama sa tandră „din când în când”. :560 Părinții săi au divorțat în 1960; când a venit acasă de la facultate în perioada vacanței de Crăciun, aceștia l-au informat că va trebui să stea la un prieten.
În 1962, Ailes a absolvit Universitatea din Ohio⁠(d) din Athens, Ohio⁠(d) unde s-a specializat în radio și televiziune. Acolo a ocupat funcția de director al radioului studențesc pentru WOUB⁠(d) timp de doi ani.